# Sandon Stolle
Sandon Stolle (Sydney, 13 luglio 1970) è un ex tennista australiano.

## Carriera
Sandon è il figlio di Fred Stolle che negli anni sessanta ha raggiunto nel singolare 8 finali nei tornei del Grande Slam vincendone due mentre ha vinto ben 10 titoli dello Slam nel doppio.

Nel singolare non ha seguito le orme del padre ottenendo come miglior risultato il terzo turno nel Torneo di Wimbledon.

Nel doppio invece ha raggiunto la finale due volte agli US Open vincendone una mentre al Roland Garros e a Wimbledon si è dovuto arrendere in finale. Invece negli Australian Open non è mai andato oltre i quarti di finale raggiunti nel 2001.

Proprio dopo questo risultato in Australia ha raggiunto la sua migliore posizione nella classifica del doppio arrivando fino al secondo posto.

## Statistiche

### Doppio

#### Vittorie (22)
| Legenda                     |
| Grande Slam (1)             |
| Tennis Masters Cup (0)      |
| ATP Masters Series (4)      |
| ATP Championship Series (4) |
| ATP Tour (13)               |

| Titoli per superficie |
| Cemento (16)          |
| Terra rossa (0)       |
| Erba (2)              |
| Sintetico (4)         |

| N°  | Data              | Torneo                                     | Superficie  | Compagno          | Avversari in finale                 | Punteggio           |
| 1.  | 26 ottobre 1992   | ATP Taipei, Taipei                         | Sintetico   | John Fitzgerald   | Patrick Baur Christo van Rensburg   | 7–6, 6–2            |
| 2.  | 18 gennaio 1993   | Sydney International, Sydney               | Cemento     | Jason Stoltenberg | Luke Jensen Murphy Jensen           | 6–3, 6–4            |
| 3.  | 18 gennaio 1994   | Sydney International, Sydney               | Cemento     | Darren Cahill     | Mark Kratzmann Laurie Warder        | 6–1, 7–6            |
| 4.  | 4 aprile 1994     | ATP Osaka, Osaka                           | Cemento     | Martin Damm       | David Adams Andrej Ol'chovskij      | 6–4, 6–4            |
| 5.  | 15 agosto 1994    | Cincinnati Masters, Cincinnati             | Cemento     | Alex O'Brien      | Wayne Ferreira Mark Kratzmann       | 7–6, 3–6, 6–3       |
| 6.  | 21 ottobre 1996   | ATP Ostrava, Ostrava                       | Sintetico   | Cyril Suk         | Ján Krošlák Karol Kučera            | 7–6, 6–3            |
| 7.  | 13 luglio 1998    | International Tennis Hall of Fame, Newport | Erba        | Doug Flach        | Scott Draper Jason Stoltenberg      | 6–2, 4–6, 7–6       |
| 8.  | 3 agosto 1998     | Los Angeles Open, Los Angeles              | Cemento     | Patrick Rafter    | Jeff Tarango Daniel Vacek           | 6–4, 6–4            |
| 9.  | 14 settembre 1998 | U.S. Open, New York                        | Cemento     | Cyril Suk         | Mark Knowles Daniel Nestor          | 4–6, 7–6, 6–2       |
| 10. | 15 febbraio 1999  | Dubai Tennis Championships, Dubai          | Cemento     | Wayne Black       | David Adams John-Laffnie de Jager   | 4–6, 6–1, 6–4       |
| 11. | 15 marzo 1999     | Indian Wells Masters, Indian Wells         | Cemento     | Wayne Black       | Ellis Ferreira Rick Leach           | 6–3, 6–4            |
| 12. | 29 marzo 1999     | Miami Masters, Miami                       | Cemento     | Wayne Black       | Boris Becker Jan-Michael Gambill    | 6–4, 7–6            |
| 13. | 18 ottobre 1999   | Vienna Open, Vienna                        | Cemento (i) | David Prinosil    | Piet Norval Kevin Ullyett           | 6–3, 6–4            |
| 14. | 31 luglio 2000    | Los Angeles Open, Los Angeles              | Cemento     | Paul Kilderry     | Jan-Michael Gambill Scott Humphries | walkover            |
| 15. | 21 agosto 2000    | RCA Championships, Indianapolis            | Cemento     | Lleyton Hewitt    | Jonas Björkman Maks Mirny           | 6–2, 3–6, 6–3       |
| 16. | 13 novembre 2000  | Grand Prix de Tennis de Lyon, Lione        | Sintetico   | Paul Haarhuis     | Ivan Ljubičić Jack Waite            | 6–1, 6–7, 7–6       |
| 17. | 15 gennaio 2001   | Sydney International, Sydney               | Cemento     | Daniel Nestor     | Jonas Björkman Todd Woodbridge      | 2–6, 7–6(4), 7–6(5) |
| 18. | 5 marzo 2001      | Dubai Tennis Championships, Dubai          | Cemento     | Joshua Eagle      | Daniel Nestor Nenad Zimonjić        | 6–4, 6–4            |
| 19. | 18 giugno 2001    | Halle Open, Halle                          | Erba        | Daniel Nestor     | Maks Mirny Patrick Rafter           | 6–4, 6(5)–7, 6–1    |
| 20. | 8 ottobre 2001    | Kremlin Cup, Mosca                         | Sintetico   | Maks Mirny        | Mahesh Bhupathi Jeff Tarango        | 6–3, 6–0            |
| 21. | 22 ottobre 2001   | Stuttgart Masters, Stoccarda               | Cemento (i) | Maks Mirny        | Ellis Ferreira Jeff Tarango         | 7–6(3), 6–3         |
| 22. | 14 ottobre 2002   | Vienna Open, Vienna                        | Cemento (i) | Joshua Eagle      | Jiří Novák Radek Štěpánek           | 6–4, 6–3            |

#### Finali perse (29)
| N°  | Data              | Torneo                                         | Superficie  | Compagno          | Avversari in finale                    | Punteggio         |
| 1.  | 1º marzo 1993     | Tennis Channel Open, Scottsdale                | Cemento     | Luke Jensen       | Mark Keil Dave Randall                 | 7–5, 6–4          |
| 2.  | 19 aprile 1993    | Hong Kong Open, Hong Kong                      | Cemento     | Jason Stoltenberg | David Wheaton Todd Woodbridge          | 6–1, 6–3          |
| 3.  | 28 febbraio 1994  | Tennis Channel Open, Scottsdale                | Cemento     | Alex O'Brien      | Jan Apell Ken Flach                    | 6–0, 6–4          |
| 4.  | 13 febbraio 1995  | Pacific Coast Championships, San Jose          | Cemento (i) | Alex O'Brien      | Jim Grabb Patrick McEnroe              | 3–6, 7–5, 6–0     |
| 5.  | 15 maggio 1995    | U.S. Men's Clay Court Championships, Pinehurst | Terra rossa | Alex O'Brien      | Todd Woodbridge Mark Woodforde         | 6–2, 6–4          |
| 6.  | 31 luglio 1995    | Canada Masters, Montreal                       | Cemento     | Brian MacPhie     | Evgenij Kafel'nikov Andrej Ol'chovskij | 6–4, 6–4          |
| 7.  | 11 settembre 1995 | U.S. Open, New York                            | Cemento     | Alex O'Brien      | Todd Woodbridge Mark Woodforde         | 6–3, 6–3          |
| 8.  | 15 gennaio 1996   | Sydney International, Sydney                   | Cemento     | Patrick McEnroe   | Ellis Ferreira Jan Siemerink           | 5–7, 6–4, 6–1     |
| 9.  | 15 aprile 1996    | India Open, Nuova Delhi                        | Cemento     | Byron Black       | Jonas Björkman Nicklas Kulti           | 4–6, 6–4, 6–4     |
| 10. | 12 agosto 1996    | Cincinnati Masters, Cincinnati                 | Cemento     | Cyril Suk         | Mark Knowles Daniel Nestor             | 6–2, 7–5          |
| 11. | 17 febbraio 1997  | Dubai Tennis Championships, Dubai              | Cemento     | Cyril Suk         | Sander Groen Goran Ivanišević          | 7–6, 6–3          |
| 12. | 24 febbraio 1997  | European Community Championship, Anversa       | Cemento (i) | Cyril Suk         | David Adams Olivier Delaître           | 3–6, 6–2, 6–1     |
| 13. | 16 giugno 1997    | Queen's Club Championships, Londra             | Erba        | Cyril Suk         | Mark Philippoussis Patrick Rafter      | 6–4, 7–5          |
| 14. | 8 marzo 1999      | Tennis Channel Open, Scottsdale                | Cemento     | Mark Knowles      | Justin Gimelstob Richey Reneberg       | 6–4, 6–7, 6–3     |
| 15. | 25 ottobre 1999   | Grand Prix de Tennis de Lyon, Lione            | Sintetico   | Wayne Ferreira    | Piet Norval Kevin Ullyett              | 4–6, 7–6, 7–6     |
| 16. | 10 gennaio 2000   | ATP Adelaide, Adelaide                         | Cemento     | Lleyton Hewitt    | Todd Woodbridge Mark Woodforde         | 6–4, 6–2          |
| 17. | 17 gennaio 2000   | Sydney International, Sydney                   | Cemento     | Lleyton Hewitt    | Todd Woodbridge Mark Woodforde         | 7–5, 6–4          |
| 18. | 20 marzo 2000     | Indian Wells Masters, Indian Wells             | Cemento     | Paul Haarhuis     | Alex O'Brien Jared Palmer              | 6–4, 7–6          |
| 19. | 24 aprile 2000    | Monte Carlo Masters, Monaco                    | Terra rossa | Paul Haarhuis     | Wayne Ferreira Evgenij Kafel'nikov     | 6–3, 2–6, 6–1     |
| 20. | 1º maggio 2000    | Barcelona Open, Barcellona                     | Terra rossa | Paul Haarhuis     | Nicklas Kulti Mikael Tillström         | 7–6, 6–3          |
| 21. | 22 maggio 2000    | Hamburg Masters, Amburgo                       | Terra rossa | Wayne Arthurs     | Todd Woodbridge Mark Woodforde         | 7–5, 6–4          |
| 22. | 12 giugno 2000    | Open di Francia, Parigi                        | Terra rossa | Paul Haarhuis     | Todd Woodbridge Mark Woodforde         | 7–6, 6–4          |
| 23. | 26 giugno 2000    | Rosmalen Open, 's-Hertogenbosch                | Erba        | Paul Haarhuis     | Martin Damm Cyril Suk                  | 6–4, 6–7, 7–6     |
| 24. | 10 luglio 2000    | Torneo di Wimbledon, Londra                    | Erba        | Paul Haarhuis     | Todd Woodbridge Mark Woodforde         | 6–3, 6–4, 6–1     |
| 25. | 14 maggio 2001    | Rome Masters, Roma                             | Terra rossa | Daniel Nestor     | Wayne Ferreira Evgenij Kafel'nikov     | 6–4, 7–6          |
| 26. | 21 maggio 2001    | Hamburg Masters, Amburgo                       | Terra rossa | Daniel Nestor     | Jonas Björkman Todd Woodbridge         | 7–6, 3–6, 6–3     |
| 27. | 14 gennaio 2002   | Sydney International, Sydney                   | Cemento     | Joshua Eagle      | Donald Johnson Jared Palmer            | 6–4, 6–4          |
| 28. | 4 marzo 2002      | Dubai Tennis Championships, Dubai              | Cemento     | Joshua Eagle      | Mark Knowles Daniel Nestor             | 3–6, 6–3, [13-11] |
| 29. | 7 ottobre 2002    | Kremlin Cup, Mosca                             | Sintetico   | Joshua Eagle      | Roger Federer Maks Mirny               | 6–4, 7–6          |

## Risultati in progressione

### Doppio
| Sigla | Risultato                        |
| ----- | -------------------------------- |
| V     | Vincitore                        |
| F     | Finalista                        |
| SF    | Semifinalista                    |
| QF    | Quarti di Finale                 |
| 4T    | Quarto turno                     |
| 3T    | Terzo turno                      |
| 2T    | Secondo turno                    |
| 1T    | Primo turno                      |
| RR    | Round Robin (World Finals)       |
| LQ    | Turno di Qualifica (Grande Slam) |
| A     | Assente                          |

| Legenda superfici    |
| Cemento              |
| Terra rossa          |
| Erba                 |
| Superficie variabile |

| Torneo                                          | Torneo                                          | 1989  | 1990  | 1991  | 1992  | 1993  | 1994  | 1995  | 1996  | 1997  | 1998  | 1999  | 2000  | 2001  | 2002  | 2003  | Titoli | V-S    |
| Grande Slam                                     |                                                 |       |       |       |       |       |       |       |       |       |       |       |       |       |       |       |        |        |
| Australian Open, Melbourne                      | Australian Open, Melbourne                      | A     | A     | 2T    | 2T    | 1T    | 1T    | 1T    | 2T    | 2T    | 3T    | 3T    | 3T    | QF    | 3T    | 1T    | 0 / 13 | 15–13  |
| Roland Garros, Parigi                           | Roland Garros, Parigi                           | A     | A     | A     | 1T    | 1T    | A     | 2T    | 2T    | 1T    | 1T    | 3T    | F     | 3T    | 2T    | A     | 0 / 10 | 12–10  |
| Wimbledon, Londra                               | Wimbledon, Londra                               | A     | A     | A     | 1T    | 1T    | 2T    | 3T    | 2T    | 3T    | 3T    | QF    | F     | 2T    | 3T    | A     | 0 / 11 | 19–11  |
| US Open, New York                               | US Open, New York                               | A     | A     | A     | 1T    | 1T    | 3T    | F     | 2T    | A     | V     | QF    | QF    | SF    | 1T    | A     | 1 / 10 | 24–10  |
| Titoli                                          | Titoli                                          | 0 / 0 | 0 / 0 | 0 / 1 | 0 / 4 | 0 / 4 | 0 / 3 | 0 / 4 | 0 / 4 | 0 / 3 | 1 / 4 | 0 / 4 | 0 / 4 | 0 / 4 | 0 / 4 | 0 / 1 | 1 / 45 | N/A    |
| Vittorie-Sconfitte                              | Vittorie-Sconfitte                              | 0–0   | 0–0   | 1–1   | 1–4   | 0–4   | 3–3   | 8–4   | 4–4   | 3–3   | 10–4  | 10–3  | 15–4  | 10–4  | 5–4   | 0–1   | N/A    | 70–44  |
| Tennis Masters Cup / ATP World Tour Finals      |                                                 |       |       |       |       |       |       |       |       |       |       |       |       |       |       |       |        |        |
| Masters Grand Prix/ATP Tour World Championships | Masters Grand Prix/ATP Tour World Championships | A     | A     | A     | A     | A     | A     | A     | A     | A     | RR    | SF    | RR    | A     | A     | A     | 0 / 3  | 4–6    |
| Masters Series                                  |                                                 |       |       |       |       |       |       |       |       |       |       |       |       |       |       |       |        |        |
| Indian Wells                                    | Indian Wells                                    | NME   | A     | A     | A     | A     | 1T    | 2T    | 1T    | 1T    | QF    | V     | F     | 1T    | QF    | A     | 1 / 9  | 18–8   |
| Key Biscayne                                    | Key Biscayne                                    | NME   | A     | 1T    | A     | 3T    | 2T    | 3T    | QF    | 3T    | QF    | V     | QF    | 2T    | QF    | A     | 1 / 11 | 26–10  |
| Monte Carlo                                     | Monte Carlo                                     | NME   | A     | A     | A     | A     | A     | A     | A     | A     | A     | A     | F     | A     | 1T    | A     | 0 / 2  | 5–2    |
| Roma                                            | Roma                                            | NME   | A     | A     | A     | A     | A     | A     | A     | SF    | 2T    | 1T    | QF    | F     | SF    | A     | 0 / 6  | 17–6   |
| Amburgo                                         | Amburgo                                         | NME   | A     | A     | A     | A     | A     | A     | A     | A     | A     | A     | F     | F     | QF    | A     | 0 / 3  | 13–3   |
| Montreal / Toronto                              | Montreal / Toronto                              | NME   | A     | A     | QF    | A     | A     | F     | A     | 2T    | QF    | 2T    | A     | 1T    | SF    | A     | 0 / 7  | 17–7   |
| Cincinnati                                      | Cincinnati                                      | NME   | A     | A     | A     | QF    | V     | 2T    | F     | A     | 2T    | QF    | QF    | 1T    | QF    | A     | 1 / 9  | 21–8   |
| Madrid Stoccarda                                | Madrid Stoccarda                                | NME   | A     | A     | A     | A     | QF    | 1T    | 2T    | A     | 2T    | 2T    | 2T    | V     | 2T    | A     | 1 / 8  | 14–7   |
| Parigi                                          | Parigi                                          | NME   | A     | A     | A     | A     | QF    | 1T    | 1T    | A     | QF    | 1T    | A     | QF    | 2T    | A     | 0 / 7  | 10–7   |
| Titoli                                          | Titoli                                          | 0 / 0 | 0 / 0 | 0 / 1 | 0 / 1 | 0 / 2 | 1 / 5 | 0 / 6 | 0 / 5 | 0 / 4 | 0 / 7 | 2 / 7 | 0 / 7 | 1 / 8 | 0 / 9 | 0 / 0 | 4 / 62 | N/A    |
| Vittorie-Sconfitte                              | Vittorie-Sconfitte                              | 0–0   | 0–0   | 0–1   | 3–1   | 5–2   | 13–4  | 9–6   | 9–5   | 7–4   | 15–7  | 17–5  | 25–7  | 20–7  | 22–9  | 0–0   | N/A    | 145–58 |
| Ranking                                         | Ranking                                         | 781   | 366   | 188   | 105   | 69    | 16    | 23    | 40    | 39    | 14    | 9     | 3     | 5     | 19    | 1205  | N/A    | N/A    |